# Río Gongola
El río Gongola es un río africano que discurre por el noreste de Nigeria, el principal afluente del río Benue. El curso superior del río, así como la mayor parte de sus afluentes, son arroyos estacionales, pero que se llenan rápidamente en los meses de agosto y septiembre.
El Gongola nace en las laderas orientales de la meseta de Jos y cae a la cuenca del Gongola, discurriendo en dirección nordeste hasta la ciudad de Nafada. Antiguamente, el Gongola continuaba desde aquí en  dirección noreste hasta el lago Chad. Hoy día, se vuelve hacia el sur y luego al sureste hasta unirse con el río Hawal, su principal afluente. El Gongola luego corre hacia el sur hasta el río Benue, al que se une frente a la ciudad de Numan.
El curso bajo del río está embalsado por la presa de Kowa Dadin (300 km²), cerca de Gombe, la capital del homónimo estado de Gombe. Aguas más abajo lo está por la presa de Kiri y después de la construcción de esta presa, los caudales máximos alcanzados en inundaciones se redujeron de 1.420 m³/s a 1.256 m³/s, mientras que en las estaciones secas aumentó de 5,7 m³/s a 21 m³/s. El río aguas abajo de la presa también se redujo y se volvió menos sinuoso, con un número menor de canales independientes.